# 会津田島祇園祭
会津田島祇園祭（あいづたじまぎおんさい）は、福島県南会津郡南会津町田島で7月22日から24日にかけて行われる、田出宇賀神社と熊野神社の祭典である（田出宇賀神社の祇園祭と熊野神社の例大祭）。「お党屋（おとうや）」という特色ある祭りの組織を中心に執行され、京都市八坂神社の祇園祭、福岡市櫛田神社の博多祇園山笠と並ぶ、日本三大祇園祭の一つとされている。
1981年（昭和56年）1月21日に田島祇園祭のおとうや行事（たじまぎおんまつりのおとうやぎょうじ）として国の重要無形民俗文化財に指定された。

## 歴史
鎌倉時代の文治年間（12世紀末葉）、当時の領主長沼宗政の祇園信仰により、この地に祇園の神である牛頭天王須佐之男命（ごずてんのうすさのおのみこと）を居城鎮護の神として祀り、旧来からの田島の鎮守であった田出宇賀神社の祭りに祇園祭の制を採り入れたのが起源とされる。伊達政宗が会津を支配した時代に一時中断されたが、慶長8年（1603年）に住民が当時の城代小倉行春に願い出て再興が許され、領主長沼盛実が京都八坂神社に準じた祭礼を取り入れた祭式を定めて現在に至ったとされる。なお、当初は「天王祭」と称されて6月15日に行われていたという。
また、明治12年（1879年）より田出宇賀神社の祇園祭日に併せ、隣地にまつる熊野神社祭礼を祇園祭の格例に準じて行うことが定められた。

## 運営
「お党屋」と呼ばれる祭事を担当する組によって運営される（お党屋制度）。現在、お党屋組は12組あり、1年ずつ当番組を交替していく。13年目毎に巡ってくる当番のお党屋組から一年神主の党本の家を選出、当番お党屋組を中心に、前年のお党屋組（「渡し」）と翌年のお党屋組（「請取り」）が協力して、党本の家を支えながら祭事を担当する。

## 会津田島祇園祭の流れ
1月15日前後
お党屋お千度
後述。
1月15日 - 7月7日
お党屋党本の家は祭礼当日に神霊が宿る神聖な場所になるため、この期間に畳替えや障子の張替え等が行われる。過去には屋根の葺き替えや壁塗り等も行った。
7月7日
参道掃除
朝日の昇らないうちに、氏子全員が集まり、参道入口から神社境内まで掃除を行う。
お党屋注連張り
当番お党屋組各戸では、正月のように玄関へ注連縄を張り、潔斎（物忌み）に入ったことを示す。注連縄は午前中に組員全員がお党屋本の家に集まって綯い、終わると宮司宅へ呼使を出す。宮司が党本へ来ると神幣を建てて神事を行い、組内安全を祈る。組員も一緒に参拝してから注連縄を各戸へ持ち帰り玄関へ張る。
通知状
党本では祭礼に必要な人配りのため、その通知状を古式に定められたとおり生紙を切って墨書きをする。また、「渡し」と「請取り」にも協力を依頼する。
高燈篭と御神燈
神社では、この日から2基の旗竿の先高く高燈篭をあげる。また、観光協会が戦後始めた「御神燈」の列を参道の両側に連ね、一斉に7日夜から夜詣りを行う。
7月12日前後
御神酒濁酒仕込
早朝より党本において米を研いで蒸してから神社に運び、町内にある国権酒造の杜氏の指導で大桶2本に9斗9升と定められた分だけ濁酒（どぶろく）を仕込む。この濁酒は7日前後で出来上がるが、アルコール発酵が旺盛になると桶の中をかき混ぜなければならないため、お党屋組より毎日2名が交代で布団を拝殿に持ち込み番にあたる。仕込桶の蓋の上には酒造の神である松雄神（松尾神）の大きな神幣が建てられる。濁酒を神酒として使用するため、別名「どぶろく祭り」とも言われる。
7月15日
鳥居注連縄縒り
神社境内入口の石の大鳥居に懸ける注連縄は毎年15日の夜、宮本地区全員が祈祷所に集まって作る。太いところが直径約60cmにもなる大注連縄である。
7月19日
参道掃除
翌年のお党屋組（「請取り」）全員で参道を再度掃除する。祭礼の4日前にあたり、慶長の昔から参道を掃除し道作りを行っている。
7月20日
御神橋かけ
「御神橋」とは、お党屋本の前で、表道路よりの入口に当たって作られる橋で、幅約1m長さ約2m、中央が丸く盛り上がった形で、橋の縁を青い杉葉で縁取り、中央に白砂を敷き詰める。まわりに注連縄が張られた神聖な橋で、22日に神輿が到着して「神輿前の神事」が終わり、「神の渡橋」と称して大幣や宮司等が党本宅へ寄るために注連縄を解いて渡橋するまでは、誰も渡ることができない。
蕗採り
会津田島祇園祭は「蕗祭り」とも言われ蕗料理が多い。細かに刻み香りの強い味噌汁にしたり、煮〆などに調理する。蕗の盛りの時期でもあるが「蕗（ふき）」を「富貴（ふうき）」に懸けて縁起を担ぐ意味もある。
7月21日
御神酒開き
「御神酒濁酒仕込」で仕込んだ2桶の濁酒が出来上がり、神社にて酒造検査を受ける。検査後直ちに朱塗りの行器（ほかい。食物を容れる器）に盛って本殿に供える。続いて社務所とお党屋本に1桶ずつ分けて運び出す。党本から宮司招聘の使いが出て、宮司は直ちに党本へ赴き、神棚を設け濁酒を献じる。これが終わると直会となりお党屋組全員や関係者等が集まり濁酒の出来栄えを評しながら興じる。
神棚つり
神棚は党本の家で最も神聖な場所に作られる。床の壁中央に大きな神幣を立て、その左右に神札と神号の書かれた掛軸を下げ、添え台には中央に黒塗行器に供えた神酒、左に鯛2尾、右に赤飯をそれぞれ三宝に供え、床の間のおとし垣には紙縒で作った注連縄、床上には大きな木鉢に山盛りにした白米を供える。なお、23日まで4日間いっときも消してはならない油燈明が燈される。この神棚の前で神事のあと、党本の家内、祭典の用具・衣裳、炉、かまど等まで隈なくお祓いを行う。この日作られる神棚こそ、神社制度が未だ整わぬ太古の時代の神聖な場所であり、氏子たちが祭りのたびに神の降臨を仰ぎ、党本の家主が神官に代わる一年神主の役を請けて祭祀を執り行った名残りである。
神輿台組立
22日の神輿渡御で神輿は党本宅ほか町内6ヶ所で休憩するが、神輿台はその際に神輿を載せておく台のことで、木の框組みで作られている。框組みの台になったのは寛延2年（1749年）の祭礼からで、それまでは臼を4つ並べてその上に神輿を休ませていた。
党本幕打
党本宅は「本陣」と呼ばれ、別に「脇本陣」が1軒定められる。この日より、党本・脇本陣は通りに面して神社の紋を染めた幔幕を張り廻らし、提灯を建てる。
7月22日
例大祭
神社にて例大祭が執行され、氏子一同が参拝する。例大祭終了後、拝殿にて直会が行われる。
神事口上書
23日の正午にお党屋本において「請取渡し」という行事がある。そのための呼び使を22日夜に前年と翌年のお党屋組（「渡し」と「請取り」）へ出す。この行事には「夫婦御揃い」で出席するようになっており、本祭礼の特徴のひとつとなっている。
大屋台運行
後述。
7月23日
榊迎え
23日の早朝（午前2時30分ぐらい）の夜の明けないうち、翌年のお党屋組（「請取り」）がこの役にあたる。まず当番党本宅に集合、党本に挨拶の後、「榊」（神聖な木）を迎える意味の祓幣を受取り、神酒で景気をつけて榊保管所へ出発する。榊保管所から当番党本まで「ワッショイ、ワッショイ」の掛声で午前4時43分頃までに到着するよう榊を運び、当番党屋組の確認を受けて引き渡される。榊に使用されるのは、楢の若木で幹の直径8cmから9cm、長さ約4m程の先に青葉を茂らせておいたもの8本と、直径は同じくらいで長さ2.5m位に揃えて切った横木16本と定められている。榊迎え終了後、「請取り」は当番党本にて直会を受ける。直会後、神社に詣り、参道、境内の掃除を行う。
神輿洗い
午前6時頃、「渡し」と「請取り」の全組員が裃を着用して神社に集合し、拝殿より神輿を境内に出し、埃をはらい、布で拭き磨き、新しく浄めて拝殿へ戻す。なお、組員は帰宅せずに神社に詰めたまま渡御のときを待つ。
七度の使い
お党屋制度には、お党屋が祭りの中心となる意味があり、神輿出発の場所はお党屋本になる。そのため、神が常時鎮座する神社から党本へ神輿を迎える行事が大きな意味を持つ（後述「神輿前の神事」参照）。まず、その使いとして両親の揃った男子が2人選ばれ、裃着用、股立を取って（袴の股立を腰紐に挟んで）白扇を袴に差し、草鞋を履いて神社の宮司宅へ参る。ここで宮司に神事の使いに赴いた旨を言上し、本殿に参拝する。「七度」とは参拝の回数であるが、宮司の指示で1度ごとに手水舎で手水を使いながら6度参拝し、神迎えとして「七行器」行列の先頭になってきたときが7度目として数えられる。
七行器（ななほかい）
後述。
神輿遷座式
神が氏子の奉献した供物を受け取ると、神輿に遷って町内を渡御し、御旅所を廻りながら町の隅々まで悪霊疫神を祓い、氏子の安全を保障する。神の遷座する神輿は、この日の朝「神輿洗い」によって埃等を落として浄められたが、再び境内に運び出され、神輿台に載せてから、お供の党屋組と共に切麻（きりぬさ）によるお祓いを受け、拝殿へ運び入れて神官が本殿より神体を遷座する。その後、再び境内へ運び出され、神庭で待つ白丁に烏帽子をかぶった16人の供奉人に担がれ、裃姿の「渡し」と「請取り」の組員に前後を警護される。
御支度触れ
神輿が神社前を出発するに先立って、「御支度触れ」が出る。神輿の出発を町内に触れて歩く役目であるが、格好が特徴的であるため注目されている。その格好は、波に千鳥の裂け羽織、5色の襷がけ、内に女性の反物を着て女帯を前で結び、頭は板冠を載せて端に紙垂を垂れ、紅白の太紐で顎に結わえ、右手に軍配、素足に草鞋履きというものである。神社前、御旅所ごとに大仰な身振りで歌舞伎の六方を踏みながら「御神輿の御立ち、お支度なされましょう」と大声をあげる。
神輿渡御
午前10時頃に神社前から出発し党本・御旅所を廻る。神輿の行列は露払い2人、稚児行列約20人、猿田彦1人、猿女君1人、御鉾2基8人、長持2人、挟箱2人、大拍子2人、立傘3人、沓取2人、御神輿16人、氏子総代16人、その他従者となっている。
神輿前の神事
神輿が党本に到着すると、神輿を入口の神輿台に据え、そのまま雨が降っても必ず路上で神事を行う。お党屋組全員で神の臨御を迎える神事である。神輿台には当日朝早く「榊迎え」で迎えておいた榊を四隅に立て、横木を結わえて台を補強し、注連縄を張り廻らす。神輿の前には茣蓙を敷き、神官一行及び党屋組、「渡し」、「請取り」の供奉人全員が着座して神事を行う。このとき党本は夫婦揃って、男は裃、女は留袖の盛装で参拝する。神事が済むと大幣、神官は御神橋の注連縄を外して渡橋し、党本本陣の家に入る。ここで党屋側と挨拶や祝いの言葉を交わし、昼食をとる。
御鉢米神事
昼食が済むと党本神棚の前に当番お党屋は夫婦揃いで着座し、その左右に「渡し」と「請取り」の党本夫婦が着座し神事を行う。神棚の神酒の約半量を3個の湯筒に分け、さらに膳の上に盃を3組用意する。次に宮司は大きなひき鉢に盛って床の間に供えてあった白米を指でつまんで一同に向かって左右左と撒じ、ついでに党屋組一斉に2拝2拍手の礼をして配付された祝詞を奏上する。
神輿巡行
神輿出発が迫ると、それに先立ち、神輿渡御を迎える町内の警備、御旅所等のお使いが来る。お使いのあと、先述のように「御支度触れ」が出て巡幸となる。巡幸の道筋には6ヶ所の御旅所（神輿台に神輿休憩）と2ヶ所の力杖休御（白丁の持つ力杖を輿柄に支えて神輿小憩）がある。一巡のあと、神輿は党本へ立ち寄り、力杖で全員お椀で神酒を振舞われ、宮司は党本の家の前で挨拶をして午後4時から5時に還幸する。
奉鎮の神事
朝から神輿に付き添い警護した「渡し」と「請取り」のお党屋組は、供奉者の白丁より神輿を受け取って拝殿に上げ、再び御簾を下して神体を本殿に奉鎮する。その後、社務所にて直会となり、神酒と七行器に供えた鯖の料理を食して全員で帰宅する。
大屋台運行
後述。
7月24日
帰座の神事
お党屋本では、宮本へ呼使いを出し、宮司を党本に招いて昇神の神事を行ったのち、宮司の手で神棚の一切を取り払う（神棚こわし）。神棚に供えてあった赤鯛は2尾のうち1尾は神社へ、1尾は党本でこのあと直会の時に吸い物にする。「御鉢米神事」の米は俵に詰め、赤飯と共にこれも神社に届ける。終了後、直会となる。
諸道具引譲り
「神棚こわし」のあと、「請取り」の党屋組を招き、祭礼の諸道具一切を1点ずつ品改めをしながら渡し、終われば両党屋組共に神酒を汲んで談合する。これによりお党屋組みが引き継がれたことになる。
御幣奉鎮の神事
御党屋本の「神棚こわし」「諸道具引譲り」等が一通り終わると、神社へ納めるべき神幣、注連縄類、榊、掛軸等諸道具、神餞物等一切を持参し、党屋全員は紋付羽織を着用し、特に党本は21日依頼の神幣を自ら持参して神社へ納付する。神幣は本殿に奉納され、社務所で神酒を汲んで辞去すれば、党屋組の神事は終了する。
太々御神楽奉納
後述。
7月24日 - 1月15日
この間、諸道具引譲りにより引継いだお党屋組みが準備を行う。

## お党屋お千度
当番お党屋組が祇園祭行事として、最初に行うのが「お党屋お千度」である。当番お党屋組の各戸から男子1人ずつが参加する。服装は黒の紋付羽織に白の股引を履き、白足袋・草履がけになる。午後3時30分頃に全員お党屋本の縁側に揃い、それから2列に並んで、先頭に田出宇賀神社・熊野神社のお党屋本が熨斗のついた神酒の酒瓶を両手で抱え、次の者が両社への供物を詰めた重箱を風呂敷に包んで掲げ、町中を粛然と歩きながら神社を目指す。神社に到着すると組員は入口の手水舎で湧き水を杓子に汲んで、口を漱ぎ手を濯ぐ潔斎を行う。手を拭くと社頭に参って鈴を鳴らし2拝2拍手1拝の礼をする。これを各自繰り返す。宮司が姿を現したのを合図に終了する。続いて田出宇賀神社、熊野神社の順で、供物を神に供え、撤下の後に飲食する直会を行うが、これは、神霊に触れたものを飲食することで神霊を体内に導入するという意味がある。直会では、「オーンサンヤレカケロ」の掛け声とともに8合入りの朱塗りの大盃で神酒を飲み干す。各組員が順に大盃を飲み干す様子は大変盛り上がる。その後、両社に挨拶を済ませ、迎えに来た人達と党屋本まで同じ道を帰って行く。こうして、会津田島祇園祭が始まる。

## 七行器（ななほかい）
お党屋が神の来臨を請うために、神酒・赤飯・鯖を神前に奉献する神聖な行列であるが、「日本一の花嫁行列」とも称される。お党屋で調製された供物を7つの器で神前に運ぶために「七行器」と呼ばれ、その内訳は、神酒を角樽3つ、赤飯を脚のついている独特の行器3つ、鯖7本を載せた魚台1つの7つである。近世以降は熊野神社の分である角樽、行器、魚台それぞれ1つが行列に加わっている。行器を捧持するのは両親が揃っていることが絶対条件で、角樽と魚台は裃着用・草鞋履きの成年男子、行器は盛装の成年女子が持つ。女子は未婚者は高島田、既婚者は丸髷を結うが、なるべく未婚者を選ぶ場合が多い。行器は、高めに捧げ持ち、自分の息がかからぬように気を配らなければならない。その為、道中において代わりの者と交代する。行列には、党屋組の親戚縁者の人々も盛装して加わり、毎年100名前後の行列となり、晴れの行列は絢爛として観る人々を魅了する。行列は神社拝殿に達すると一同昇殿し行器を仮台に配置し、神官が1つずつ外陣へ運び、器に取り分けて本殿に供える。この間、荘重な雅楽が楽人達により奏される。やがて宮司が祝詞奏上後、神餞物をおろし、拝殿で直会を行う。神酒を汲み、切りイカを添えた赤飯が護符として各人へ分けられる。直会終了をもって終了となる。

## 大屋台
本屋台・中屋台・上屋台・西屋台の4つの大屋台から成る。大屋台は、神社、お党屋組とは別に各屋台ごとに屋台世話人が組織されていて、各屋台ごとに屋台世話人の組数も違う。屋台世話人は寄付集めや大屋台運行に必要な準備を行う。
寄付集め
7月7日より各屋台世話人は寄付集めで町内をまわる。
屋台作り（現在は屋台の保管庫が各町内に作られたため、組み立ては行われていない。）
7月21日に本屋台・中屋台・上屋台・西屋台の各町内屋台置場にて早朝5時頃より屋台の組立てが始められ、だいたい正午には組立て終わる。屋台はそれぞれの屋台小屋に保管されている。午後4時頃より各屋台では建前が行われる。
大屋台運行
22・23両日の午後4頃より運行が始まる。大屋台には屋台世話人が付き添って運行の指示を出す。大屋台は各町内の中学生以上の男子等が押す。大屋台の運行は、「芸場」と呼ばれる各屋台のしきたりによって定められた氏子の家に屋台を止め、その家の家人に子供歌舞伎を1幕披露する形をとる。子供歌舞伎を終えて芸場へ移動する間、舞台には子供たちが乗り、「オーンサーンヤレカケロ」と調子よく囃し立てる。昔は、大屋台に乗れる子供も女人禁制であった。
屋台解体（現在は屋台の保管庫が各町内に作られたため、解体は行われていない。）
24日早朝より屋台置場にて解体を行う。
大屋台の構造
大屋台の前半分は子供歌舞伎を演じる舞台、後半分が楽屋となっている。各大屋台の柱等には、それぞれいろいろな装飾がなされている。

## 子供歌舞伎
会津田島祇園祭の大屋台の舞台で演じられる歌舞伎。会津田島祇園祭の子供歌舞伎は江戸時代の末期より始まった。しかし明治の初めに、夜に子供が化粧をして人前で歌舞伎を演じるのは教育上良くないとされ、廃止された。その後、地元の青年が演じる青年歌舞伎や興行の歌舞伎を上演していたが、平成になって町民の中から子供歌舞伎を復活させようという動きがあり、田島祇園祭屋台歌舞伎保存会が立ち上げられ、平成6年（1994年）におよそ110年ぶりに復活、上演された。役者は、町内や隣町等から募集した小学生から高校生までの子供達である。演目は「絵本太功記十段目尼崎の段」「南山義民の碑喜四郎子別れの段」「時津風日の出の松鴫山城内の段」「一谷嫩軍記須磨の浦の段」の4つである。

## 太々御神楽（だいだいおかぐら）
24日の午後に田出宇賀神社の拝殿脇の神楽殿で太々御神楽が奉納される。神楽舞の奉仕者は、神社のある宮本地区の人々と宮司、「楽」と言われる平太鼓、笛の方等の人々により行われる。太々御神楽は終始無言で、歌も言葉もなく舞い、楽人の奏する調べと拍子だけで進行する。会津田島祇園祭の太々御神楽は江戸時代に郡山市の安積国造神社より伝習したといわれており、「慶応三年太々御神楽稽古役付帳」などに記録が残っている。
内容
清祓（きよはらい）
右手に鈴、左手に祓串をもって面を着けずにお祓いの舞をする。
天地開びゃく
『古事記』にある伊邪那岐・伊邪那美2神の国生みで、男神と女神の面をつけた2神が矛を立てて廻り舞う。
剣の舞
赤色の大鼻の面をつけ、舞楽に似た衣裳を着て、右手に鈴、左手に剣を持って舞う。
幣の舞
翁面をつけ右手に鈴、左手に幣を持ち舞う。
田耕・稲蒔・稲刈
高天原の農耕を意味している。田耕は怖い表情の白狐面で鍬を持って舞う。
岩戸掛り
『古事記』の天岩戸隠れを演じる。天照大神が須佐之男命の乱暴に恐れて天岩戸に隠れ、世界が闇になったため、天児屋命と布刀玉命が相談をして、天宇受売命に舞を舞わせ、大神が岩戸を細目に開けたところを天手力男神（手力男命）が岩戸に手をかけて開けて大神を再び連れ出し、世界が再び明るくなるという筋を追う。舞では天岩戸が神楽殿の奥に岩屋らしく作られて、手力男命が初度は力及ばず開かないで倒れてしまうが、宇受売命の舞の後、2度目に成功する。岩戸に両手を掛けて引上げるように、後に退ると岩戸の奥に燭明に照らされた鏡が光り劇的な効果をあげて、この舞のクライマックスを演出する。
魚取り
釣竿を手にした事代主命と、腰にはけごを付け、鎌を手にしたひょっとこが現れ、舞う。
諏訪・鹿島
これも『古事記』の出雲国における国譲りの神話を舞う。建御雷命（鹿島明神）は色の白い武将の面に剣を持ち、建御名方命（諏訪明神）は色の赤い武将の面に鎌と岩を持つ。国譲りの条件として高天原方と出雲国方をそれぞれ代表して力比べをする。建御雷命が建御名方命を信州諏訪まで追い詰めて勝ち名乗りをあげるまでの闘争が力強く演じられる。
猿田彦
天孫降臨を主題とする演目で、赤い天狗の面をつけた猿田彦神が、国譲りも決まったところで瓊瓊杵尊が降臨するのを、矛を持って迎えに行くところを演じる。
太平楽
太々御神楽の最後で、舞のあと大撒供といって菱餅をまく。
この太々御神楽が終わると、一年がかりで続いた会津田島祇園祭すべての行事が、神社、お党屋、屋台ともに終わりとなる。

## 日程
- 7月22日　例大祭・大屋台運行
- 7月23日　七行器行列・大屋台運行
- 7月24日　太々御神楽奉納

## 周辺 名所・旧跡・観光スポット
- 細井家資料館